# بيشاب بريغز
بيشاب بريغز (بالإنجليزية: Bishopbriggs)‏ هي بلدة تقع في المملكة المتحدة في اسكتلندا. يقدر عدد سكانها بـ 23,500 نسمة .

## أعلام
- ساندي مكدونالد
- ستيف فالنتين
- إيمي ماكدونالد
- تومي مككولوك
- جاك بروس